# Laguna Capina
Laguna Capina är en sjö i Bolivia.   Den ligger i departementet Potosí, i den södra delen av landet, 400 km sydväst om huvudstaden Sucre. Laguna Capina ligger 4 431 meter över havet. Arean är 23,8 kvadratkilometer. Den sträcker sig 7,4 kilometer i nord-sydlig riktning, och 5,6 kilometer i öst-västlig riktning.
Omgivningarna runt Laguna Capina är i huvudsak ett öppet busklandskap. Trakten runt Laguna Capina är nära nog obefolkad, med mindre än två invånare per kvadratkilometer.